# Oscar Polli
Oscar Polli (Monza, 1º giugno 1965) è un pilota di rally e pilota motociclistico italiano, Campione del Mondo Rally Raid 2008.
Vincitore della Africa Eco Race 2012, Medaglia d'Oro al Valore Sportivo per il prestigio e i meriti sportivi ottenuti nella sua carriera.
Dopo aver iniziato l'attività agonistica nel 1982 nella disciplina del motocross è passato all'enduro e poi ai rally raid vincendo il Campionato mondiale cross country rally nel 2008.
Medaglia d’oro al valore sportivo nel 2010. Nel 27 Ottobre 2024 viene premiato a Genova, citta dello sport, con tanti altri campioni del mondo e olimpionici. Testimonial dello sport con la sua associazione e medaglie d’oro al valore atletico.
Insegna presso la Federazione Motociclistica Italiana a Milano con specializzazione minicross e viaggi nell'area nord Africana.
Nel suo palmarès sportivo anche la vittoria nell'Africa Eco Race del 2012.